# Petra Berger
Petra Berger, geboren als Petra Burger (Amstelveen, 23 oktober 1965), is een Nederlandse zangeres en musicalactrice.

## Levensloop
Ze groeit op in een muzikaal gezin, maar gaat na het behalen van haar havo-diploma werken bij een computerfirma, een baan die haar meer zekerheid biedt dan een carrière als zangeres. Op het jaarlijkse bedrijfsfeestje vormt ze voor de lol met een paar collega's een band. Op deze avond realiseert ze zich dat zingen hetgeen is wat ze echt graag wil.

### Chess
Samen met haar zus Lida schrijft ze zich in voor Henny Huismans Soundmixshow. Met het nummer I Know Him So Well bereiken ze in 1987 de finale. Na deze show krijgen de zussen een platencontract aangeboden en onder de naam Chess scoren ze al snel een bescheiden hit met het nummer Never Change A Winning Team, gecomponeerd door Jeroen Englebert. Daarna volgen de singles Make My Day en Promise Not To Tell. Begin jaren 90 volgt hun doorbraak met het nummer I Dreamed A Dream uit de musical Les Misérables.
Het groeiende succes van Chess heeft een negatieve uitwerking op haar zus Lida. Zij houdt van zingen, maar niet van alle aandacht eromheen. Lida wordt vervangen door Denise van der Hek. Het succes van het duo leidt tot het opnemen van een heel album met film- en musicalhits: The Oscar Album (1992). Dit album bevat onder andere een duet met René Froger. Petra wil zich gaan richten op musicals en Petra en Denise besluiten te stoppen met Chess.

### Musicaljaren
In de periode na Chess gaat ze hard aan het werk om zichzelf te perfectioneren. Ze volgt zanglessen bij verschillende zangpedagogen tegelijk, maar ook danslessen, acteerlessen en pianolessen. Haar eerste musicalauditie is voor Les Misérables, maar ze valt in de laatste ronde af. Haar tweede auditie is voor Cyrano en deze rol krijgt ze inderdaad aangeboden. Wegens omstandigheden moet ze deze rol echter laten varen. Een auditie voor The Phantom of the Opera volgt. Later dat jaar (1993) wordt ze door Joop van den Ende Theaterproducties gevraagd auditie te doen voor de rol van Johanna in Sweeney Todd. Dit wordt haar eerste echte musicalrol. Later speelt ze Belle in Belle en het Beest in Duitsland en Maria in The Sound of Music (1995) in België.
In de jaren die hierop volgen krijgt Petra Berger twee kinderen. In 1999 zingt ze een jaar lang in een dinnershow.

### Eternal Woman
In 2000 neemt ze samen met Jeroen Englebert en producer Pim Koopman enkele demo's op, waaronder Puccini's O Mio Babbino Caro. Platenmaatschappij Universal Music geeft haar en Jeroen de vrije hand om een album op te nemen. Uit deze samenwerking ontstaat haar eerste solo-album: Eternal Woman (2001). Op dit cross-overalbum (een combinatie van klassieke- en popmuziek) bezingt ze elf legendarische vrouwen uit de wereldgeschiedenis. Eternal Woman is niet alleen in Nederland populair, maar heeft over de hele wereld succes, in landen als Taiwan, Israël en Turkije.
Tijdens de reeks Night of the Promsconcerten in 2002 verwerft Petra Berger grote bekendheid.

### Mistress
Haar tweede album Mistress (2003) staat geheel in het teken van de emoties van de minnares en de bedrogen echtgenote. Wederom worden vrouwen uit de geschiedenis bezongen. Op Mistress zijn zowel nieuwe composities als bewerkingen van beroemde klassieke werken te horen. In 2004 worden het duet Every Time (met de Amerikaanse zanger Joshua Payne) en de Italiaanse versie hiervan (Cerco Te) aan het album toegevoegd.Het album wordt genomineerd voor de Edison klassiek publieksprijs en wordt 2e na Wibi Soerjadi.
Na twee cd's is het tijd voor een eigen theatertour. Met een avondvullend concert Eternal Women & Mistresses trekt ze langs de Nederlandse theaters. Petra zelf was verantwoordelijk voor het concept en de samenstelling van de concertreeks. Regie en script waren in handen van Bas Groenenberg. Jeroen Englebert en Pim Koopman verzorgden de muziekproductie.

### Live in Concert (dvd)
In 2004 wordt een liveregistratie van haar theatertour Eternal Women & Mistresses uitgebracht. Deze dvd bevat, naast het liveconcert, ook een blik achter de schermen, verschillende videoclips en twee specials over de albums Eternal Woman en Mistress.
De dvd Live in Concert wordt gevolgd door haar tweede theatertour: Petra Berger Live .
Begin 2006 gaat ze een samenwerking aan met de Nederlandse pianist Jan Vayne. Met de matineevoorstelling Van Bach tot ABBA brengen zij hun publiek een gevarieerd programma uit de wereld van klassieke-, pop- en musicalmuziek.

### Here and Now
Drie jaar na het verschijnen van Mistress is het tijd voor een derde album. Dit keer zoekt Petra het heel dicht bij zichzelf. Het album Here and Now (2006) wordt geproduceerd door Tjeerd Oosterhuis en Jurre Haanstra en richt zich op haar eigen gevoelens. Het speelt zich niet langer af in het verleden, maar in het "hier en nu". Het album wordt opnieuw uitgebracht in 2007 met als extra track het duet Life Goes On met de Italiaanse tenor Alessandro Safina.
In de theatertour Here and Now, die eind 2006 van start gaat, zingt ze zowel stukken van haar eerste twee albums als werken van haar nieuwste project Here and Now. Bovendien krijgt het publiek een aantal van haar persoonlijke favorieten te horen.
In oktober 2006 wordt Petra gevraagd om twee duetten te zingen met de Italiaanse ster Andrea Bocelli tijdens zijn concert in het Scandinavium in Göteborg (Zweden). Zij vertolken Somos Novios (op de cd met Christina Aguilera) en The Prayer (origineel met Céline Dion).
Een nieuw project met Jan Vayne volgt snel. Hun tweede gezamenlijke tour Dichtbij! gaat van start in oktober 2007.

### Crystal
Dit is een akoestisch album met pianist Jan Vayne, gitarist Marcel Fisser en violist Christiaan van Hemert. Van Ennio Morricone tot John Ewbank en van Herman van Veen tot Simon & Garfunkel. Alle stukken zijn in één live sessie opgenomen in de studio in 2008. Het idee voor dit album is ontstaan tijdens de theatertour Dichtbij.

### Touched by Streisand
In 2011 wordt de cd Touched by Streisand live opgenomen tijdens een muziekspecial bij Omroep Max. Petra Bergers droom om zangeres te worden begon bij Barbra Streisand. Petra Berger zingt op dit album nummers van Streisand die voor haar van grote waarde zijn en stukken die in deze stijl passen maar nooit door Streisand zijn opgenomen. Gelijktijdig met de release van album start de gelijknamige theatertournee. In 2017 gaat deze tournee in aangepaste vorm in reprise met de titel 'Tribute to Barbra Streisand - 75th Anniversary'.
De Hoogste Tijd
Voor de theatervoorstelling 'Zoektocht naar Geluk' schrijft pianist/componist Edwin Schimscheimer het nummer 'De Hoogste Tijd'. Het is de eerste Nederlandstalige single van Petra die uitgebracht wordt.
Passione
In 2019 komt het volledig in het Italiaans gezongen album Passione uit. Op het album staan o.a. stukken componisten Ennio Morricone, Tomaso Albinoni en Gaetano Donizetti. Het album is tot stand gekomen door middel van crowdfunding en wordt geproduceerd door Joost van den Broek. Hieraan gekoppeld start in 2019 de theatertour 'Passione Italiana'. Petra werkt hierin samen met de Italiaanse zanger Alessandro Neri. Samen met hem brengt ze de duetsingle "Notte a Venezia" uit. "In Perfetta Armonia" is de duetsingle die Petra Berger opnam met haar dochter Babette Englebert.

## Discografie

### Albums
| Album met eventuele hitnotering(en) in de Nederlandse Album Top 100 | Datum van verschijnen | Datum van binnenkomst | Hoogste positie | Aantal weken | Opmerkingen   |
| ------------------------------------------------------------------- | --------------------- | --------------------- | --------------- | ------------ | ------------- |
| Eternal Woman                                                       | 2001                  | 01-12-2001            | 12              | 45           | Platina       |
| Mistress                                                            | 2003                  | 11-10-2003            | 8               | 27           | Goud          |
| Here and Now                                                        | 2006                  | 30-09-2006            | 21              | 18           |               |
| Crystal                                                             | 2008                  | 08-11-2008            | 69              | 2            | met Jan Vayne |
| Touched by Streisand                                                | 2011                  | 03-10-2011            | -               | -            |               |
| Passione                                                            | 2019                  | 11-04-2019            | -               | -            |               |

### Dvd's
- 2004: Live in Concert

## Tv-specials of -optredens
- 1987: Soundmixshow
- 1996: Vrouwe Goeds in de film Hugo (voor de attractie Villa Volta in de Efteling)
- 2001: Eternal Woman Special
- 2001: TV show (TROS)
- 2001: Barend en van Dorp (RTL4)
- 2002: Night of the Proms
- 2002: Kopspijkers
- 2003: Tropisch Curaçao (TROS)
- 2004: Muziekfeest in de sneeuw 2004 (TROS)
- 2004: Jubileumfeest in de ArenA (TROS)
- 2004: Tv-special Mistress
- 2005: Notenclub
- 2006: Katja vs De Rest (Patty) (BNN)
- 2006: Muziekfeest voor dieren (TROS)
- 2006: Stop Aids Now (met Jan Vayne)
- 2006: 40 jaar BZN (TROS)
- 2007: Muziekfeest op het ijs (TROS)
- 2007: Kids Rights Gala (solo en met Alessandro Safina)
- 2007: Leader televisieprogramma Korenslag van Henny Huisman
- 2008: Bella Italia (TROS)
- 2008: Light of Live concert in Great Hall of the People in Beijing
- 2011: Muziekspecial Touched by Streisand (MAX)
- 2011: Koffie Max (oktober)
- 2011: Koffie Tijd RTL 4 (december)
- 2013: Beatrix Bedankt
- 2016: Tijd voor Max (juni)
- 2018: Tijd voor Max (oktober)
- 2019: Tijd voor Max (maart)
- 2019: Koffietijd (met Edwin Schimscheimer)
- 2020: Met Hart en Ziel (KRO-NCRV)

## Tournees
- 2003: Eternal Women & Mistresses
- 2004: Petra Berger Live in Concert
- 2006: Van Bach tot ABBA met Jan Vayne
- 2006: Here and Now

- 2007/08: Dichtbij! met Jan Vayne
- 2009: Tango Dorado
- 2009/10/11/12: Kathedraalconcerten met Jan Vayne, Martin Mans en Formation
- 2011: Touched by Streisand
- 2012: 25-jarig Jubileumconcert
- 2013/14: Closer than ever” met Jan Vayne
- 2014: Eternal Songs
- 2014/2015: Diner voor twee i.s.m. Nationale vereniging De Zonnebloem
- 2015: You raise me up met Martin Mans en Voice
- 2015/2016: "Zoektocht naar geluk "
- 2017/2018: "Tribute to Barbra Streisand"
- 2019: "Passione Italiana"